# 肉食性動物

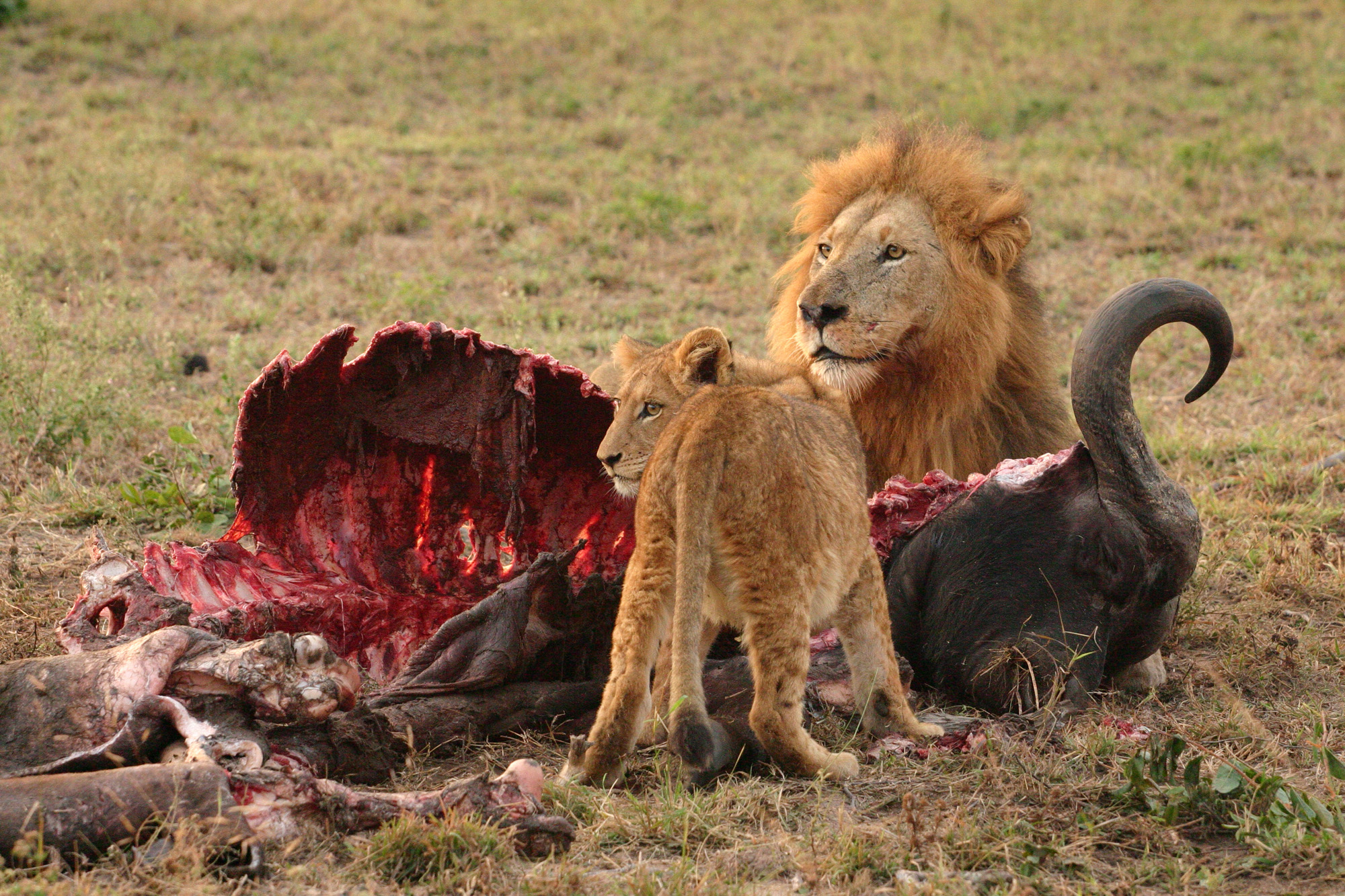
狮子是典型的肉食性动物，每餐需进食约7公斤的肉，這些肉主要来自大型哺乳动物，如图中的非洲水牛

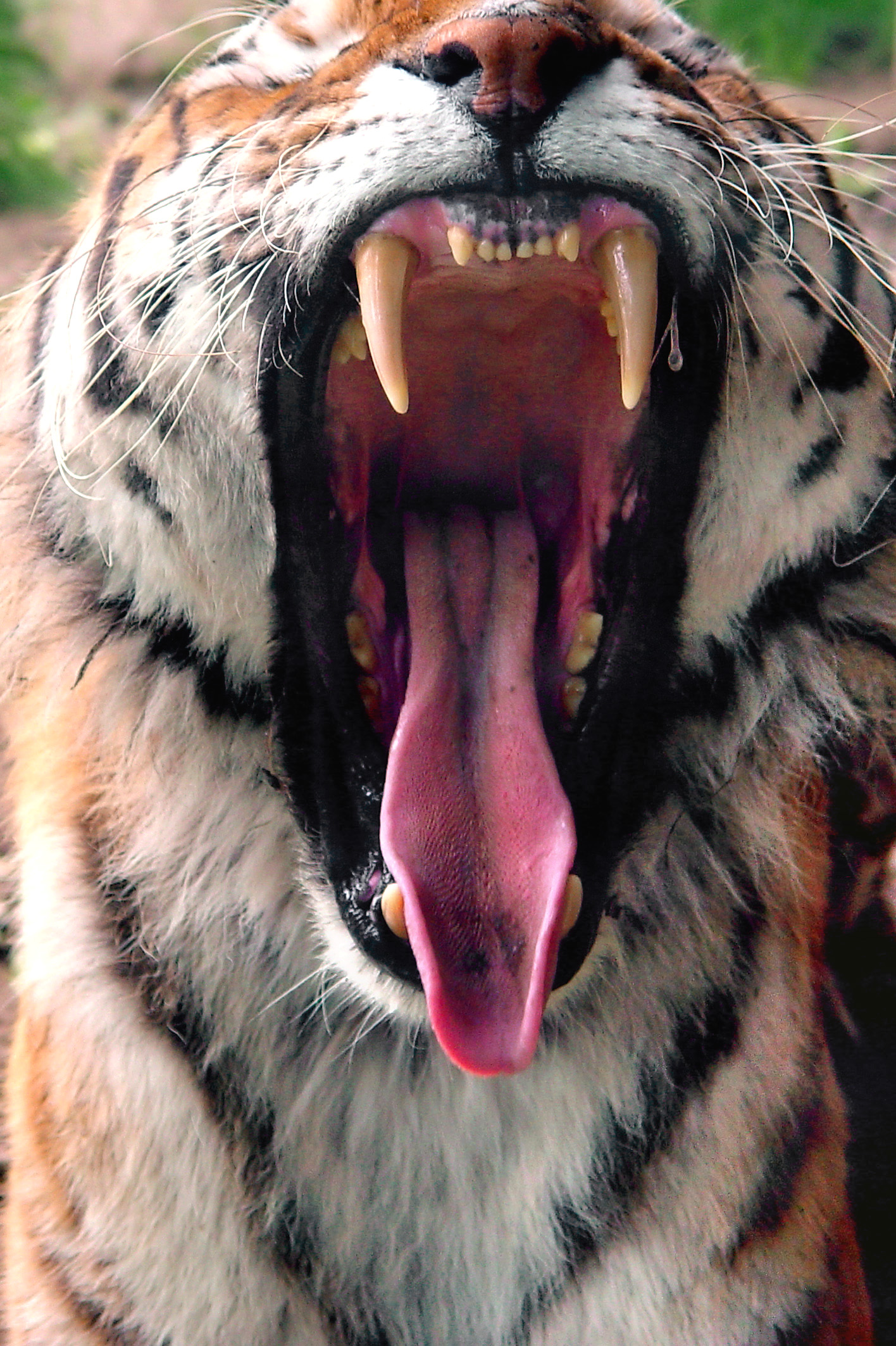
老虎長而尖銳的犬齒顯示牠是强悍的捕食者

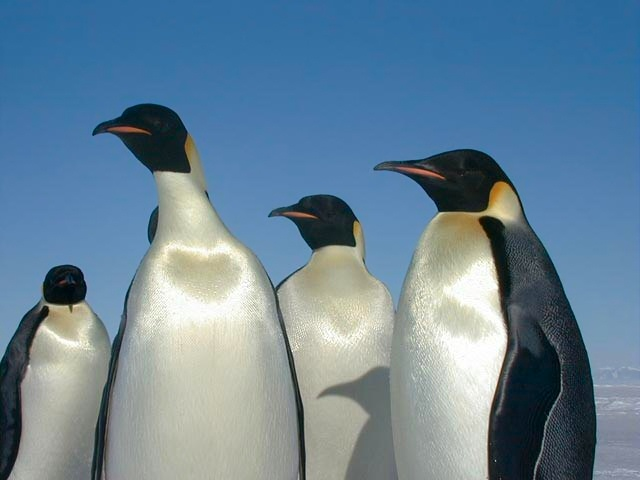
肉食性動物不一定有尖銳的牙齒，作為鳥類的帝企鵝即無牙齒，其主要食物是甲殼動物和鱼类

肉食性動物（英語：carnivore）又称肉食動物、食肉动物、肉食者、肉食类、食肉类（sarcophage），是以摄入其它动物的身体组织（通常为软组织，即通俗意义上的肉類）為获取营养的主要方式的动物。相比植食性動物，食肉动物在食物鏈中的營養級更高，生理特征也更利于捕食，但其消化系统只能处理蛋白质、脂肪和分子结构较为松散的碳水化合物（单糖、寡糖、淀粉和糖原），无法消化纤维素等紧密高分子聚合物结构的复杂多糖。
“食肉动物”一词狭义上特指肉类在食谱中占比超七成的高度食肉动物，而肉食占比较低的中度食肉动物和低度食肉动物则通常被归类为杂食性动物。食腐、拟寄生或吸血的動物也屬於广义上的肉食性動物。

## 分類
如果根据肉食的摄入占比，食肉动物可以被分为三类：
- 高度食肉动物（hypercarnivore）：肉食占比超过70％
- 中度食肉动物（mesocarnivore）：肉食占比30～70％
- 低度食肉动物（hypocarnivore）：肉食占比少于30％

如果根据肉食来源的类群，动物的食肉行为（carnivory）则可以分为以下种类：
- 狭义上的“食肉性”：专指以捕捉四足动物为食
  - 食鼠性（rodentivory）：以捕捉小型啮齿类哺乳动物（特别是鼠类）为食
  - 食鸟性（avivory）：以捕捉鸟类为食
  - 食蛇性（ophiophagy）：以捕捉蛇类为食
  - 食蛙性（anurophagy）：以捕捉蛙类为食
- 食鱼性（piscivory）：以捕捉鱼类为食
- 食虫性（insectivory）：特指以捕捉昆虫（通常指成虫）为食
  - 食蚁性（myrmecophagy）：以蚂蚁和白蚁为食
- 食蛛性（araneophagy）：以捕捉蜘蛛为食
- 食蠕虫性（vermivory）：以捕捉各种外形细长的软体生物（即俗称的蠕虫）为食，通常指环节动物（如蚯蚓）、蛞蝓和昆虫幼虫（毛虫）
- 食软体性（molluscivory）：以捕捉软体动物为食
  - 食鱿性（teuthophagy）：以各种头足类软体动物（特别是蛸类）为食
  - 食壳性（durophagy）：以各种有硬壳的生物为食，通常指各种水生螺类（腹足类）和贝类（双壳类）软体动物
- 食珊瑚性（corallivory）：以各种珊瑚为食
- 食海绵性（spongivory）：以各种海绵为食
- 食腐性（scavenging）：以各种动物的残骸腐肉为食
- 食卵性（ovivory）：以其它动物的卵为食，通常专指有外壳的蛋
- 食浮游性（planktivory）：以浮游生物为食，专指其中的浮游动物

此外还有不以目标动物整体、而是以其身体某部分为食的食肉行为：
- 拟寄生性（parasitoidism）：寄生在某宿主体中并啃食其组织为食
- 食血性（haematophagy或sanguivory）：以血液为食
- 食毛性（keratophagy或ceratophagy）：以毛发或蜕皮中的角蛋白为食
- 食鳞性（lepidophagy）：以鱼鳞为食
- 食黏液性（mucophagy）：以黏液或其它外分泌物为食

### 肉食性
- 貓科
- 犬科（除了狗為雜食性动物）
- 多數鼬科
- 獴科
- 鬣狗
- 豹斑海豹
- 部分虎鯨
- 北極熊
- 部分蝙蝠，如假吸血蝠、美洲假吸血蝠和繸唇蝠（英语：Fringe-lipped bat）
- 多數鷹形目
- 多數貓頭鷹
- 笑翠鳥
- 伯勞鳥
- 鱷魚
- 多數蛇
- 巨蜥
- 多數鯊魚
- 食人魚

### 魚食性
- 多數鯨豚類
- 多數鰭足類
- 部分食肉目，如水獺、漁貓、扁頭豹貓、水貂
- 部分蝙蝠，如大牛頭犬蝠（英语：Greater bulldog bat）和漁鼠耳蝠（英语：Myotis vivesi）
- 獺鼩科
- 鴨嘴獸
- 企鵝
- 部分水鳥，如鵜形目、海雀、翠鳥、鷺科、鯨頭鸛
- 部分鷹形目，如鶚和海鵰
- 部分貓頭鷹，如魚鴞（英语：Fish owl）和斑魚鴞（英语：Fishing owl）
- 恆河鱷
- 部分蛇，如水蛇和海蛇
- 部分龜，如鱉和鱷龜
- 部分魚類，如鲨鱼、马林鱼、狗鱼、狗脂鯉、梭子魚、狼魚、比目魚、鮟鱇魚、鯰魚
- 部分水生昆蟲，如水蠆、龍蝨、田鱉
- 部分蜘蛛，如捕魚蛛和水蜘蛛
- 部分甲殼類，如龙虾、鳌虾、蝦蛄
- 多數頭足類
- 芋螺
- 部分水母，如箱水母和海刺水母（英语：Chrysaora）
- 海葵

### 食蟲性
- 食蟲目
- 部分靈長目，如眼鏡猴、指猴、嬰猴、檉柳猴、狨
- 懶熊
- 部分蝙蝠，如菊頭蝠、犬吻蝠、蝙蝠科
- 部分鳥類，如燕子、夜鶯、蜂虎、奇異鳥
- 部分蜥蜴，如石龍子、壁虎、變色龍
- 兩棲類成體
- 部分魚類，如鯉魚、四眼魚、射水魚
- 螳螂
- 部分膜翅目，如虎頭蜂、寄生蜂、烈蟻、行軍蟻
- 蜻蛉目
- 蟋螽科
- 部分異翅亞目，如獵蝽、水黽、紅娘華、負蝽
- 肉食亞目的甲蟲
- 部分雙翅目，如食蟲虻和食蚜蠅幼蟲
- 多數蛛形綱
- 蜈蚣

#### 食蟻性
- 食蟻獸
- 犰狳
- 穿山甲
- 土豚
- 袋食蟻獸
- 針鼴
- 馬來熊
- 部分雀形目，如蟻鶇和蟻鵙
- 角蜥
- 盲蛇
- 姬蛙
- 箭毒蛙
- 蟻蛉
- 澳洲魔蜥
- 土狼

### 食蠕虫性
- 许多鳥類，如蠣鴴、秧鶴、德拉氏馬島鵑、螺鳶（英语：Snail kite）
- 琉球鈍頭蛇
- 鯉形目
- 部分太陽魚，如藍鰓太陽魚和小冠太陽魚
- 螢火蟲幼蟲
- 多數螃蟹
- 章魚
- 海星

### 食壳性
- 海象
- 海獺
- 扬子鳄
- 河豚
- 佛氏虎鲨
- 银鲛
- 鲼类
- 大西洋狼鱼
- 鳞鲀
- 短盖肥脂鲤

### 食血性
- 吸血蝙蝠
- 吸血尖喙地雀
- 寄生鲇
- 八目鰻
- 部分雙翅目，如蚊、虻、采采蠅
- 跳蚤
- 蝨
- 部分異翅亞目，如臭蟲和錐蝽（英语：Triatominae）
- 蜱
- 水蛭